# Barkóczy Ferenc (kuruc ezredes)
Ifj. báró, 1687-től gróf szalai Barkóczy Ferenc (?, 1650 – ?, 1727. április 7.) magyar katona, főúr, kuruc ezredes, apja révén Zemplén vármegye örökös főispánja.

## Családja
Római katolikus főúri család sarja, id. Barkóczy Ferenc zempléni főispán, kuruc tábornagy és gróf gersei Pethő Zsuzsanna (†1694) fia. Felesége gróf Zichy Júlia (†1746), Zichy István (†1700. május 4.) és báró pribéri Melith Mária leánya volt, gyermekeik közül Barkóczy Ferenc esztergomi érsek játszott történelmi szerepet.

## Élete
Édesapja 1687. december 8-ai grófi diplomájában már szerepel. Az 1690-es évek közepétől Zemplén vármegye örökös főispánjaként tűnik fel, de e tisztséget idős apja is haláláig (1709) viselte. 1704 kora őszén csatlakozott II. Rákóczi Ferenc szabadságharcához, az év végén már lovas ezredes. Reguláris ezredének szervezésével azonban csak lassan haladt, s miután nem volt igazán rátermett katona, 1706-ban meg is vált az alakulattól, melyet a fejedelem korábbi alezredesének, Nikházy Györgynek adományozott.
1709 nyarán ismét aktív katonai szerepet vállalt: megkapta báró Palocsay György korábbi lovasezredének parancsnokságát. 1711. január 2-án feladta Csicsva várát és maga is meghódolt a császáriaknak. Zempléni főispánságát ennek ellenére elveszítette, s csak 1718–1719-ben nyert hasonló tisztséget Ung vármegye élén. 1726. december 28-án még élt, 1727. április 7-én azonban már özvegye szerepel a forrásokban. Arcképét a Magyar Nemzeti Múzeum sárospataki Rákóczi Múzeuma őrzi.